# Histoire biblique du peuple d'Israël
Cet article propose une chronologie de l'histoire de l'évolution des Juifs et du Judaïsme basée sur une interprétation littérale du texte biblique. Les historiens ne confirment pas l'histoire biblique décrite dans cet article.
Toutes les dates sont indiquées selon l'ère commune, et non selon le calendrier hébraïque. Elles sont reprises de l'ouvrage d'André et Renée Neher, cité en bibliographie. D'autres auteurs peuvent arriver à des dates sensiblement différentes.

## Période biblique
Cette section repose exclusivement sur la littérature religieuse, et les dates proposées sont calculées d'après la chronologie biblique.
vers -1850 à -1750Âgé de 75 ans, Abraham, le premier Hébreu (« Ivri ), quitte Ur en Mésopotamie pour la terre de Canaan. Avec le départ d’Abraham, le premier des trois patriarches, commence l’histoire des Hébreux. Il réside en Égypte, à Hébron et à Beer-Sheva où il meurt à l'âge de 175 ans.
vers -1750 à -1708Mariage d'Isaac avec Rébecca, naissance de Jacob et de son jumeau Ésaü. Conflits quant au droit d’aînesse entre Jacob et Ésaü. Jacob s’enfuit chez son oncle Laban, frère de sa mère Rébecca.
vers -1708 à -1688Jacob séjourne 20 ans à Haran chez Laban. Il épouse ses deux filles, Léa et Rachel. C’est à Haran que naissent onze de ses fils, ancêtres fondateurs des douze tribus : Ruben, Simon, Lévi, Juda, Issachar, Zabulon, Dan, Naphtali, Gad, Asher et Joseph. Jacob retourne en terre de Canaan. Simon et Lévi vengent le viol de leur sœur Dina, en détruisant Sichem. Le douzième fils de Jacob, Benjamin, naît alors que Rachel meurt en couches. Jacob reçoit le nom « Israël ».
vers -1688 à -1650Joseph fort bien considéré par son père, cause la jalousie de ses frères qui le vendent à des marchands bédouins qui l’amènent en Égypte. Pharaon fait à deux reprises des rêves étranges, que nul n'est en mesure de déchiffrer. Son échanson se souvient, fort à propos, de l'Hébreu oniromancien dont il fut le compagnon de cellule. Joseph parvient effectivement à déchiffrer correctement les rêves de Pharaon, lui annonçant sept années d'abondance suivies de sept années de disette qui feront oublier les bonnes années antérieures. Il lui conseille donc d'engranger le grain des sept années grasses. Pharaon le nomme immédiatement vice-roi chargé des réserves. Lorsque la famine survient, Joseph est en mesure de nourrir le royaume d'Égypte et les pays alentour, dont la terre de Canaan, là où réside la famille de Joseph. Les enfants de Jacob se rendent en Égypte pour y chercher de la nourriture et se retrouvent devant Joseph, vice-Pharaon et autorité suprême dans le domaine du ravitaillement. Ils ne le reconnaissent pas, mais lui les reconnaît. Joseph met à l’épreuve la solidarité familiale, dont le manque avait permis jadis sa mise en esclavage. Quand il voit que ses frères sont solidaires les uns des autres, il se dévoile et fait venir toute sa famille en Égypte.
vers -1650 à -1450Exil en Égypte. Jacob passe les 17 dernières années de sa vie en Égypte. À sa mort, son corps est ramené en terre de Canaan où il est enseveli à Hébron, aux caveau des patriarches.
 Les Hébreux, les enfants d'Israël, sont très nombreux. Ils s'installent en Égypte sur la terre de Goshen où ils sont bergers. Le premier siècle de présence hébreue en Égypte est marquée par un fort accroissement démographique. Les enfants d'Israël s'organisent en tribus, chaque fils de Jacob étant à la tête d'une tribu. Le deuxième siècle de présence hébreue en Égypte est marquée par la dégradation de leur situation puis leur réduction en esclavage afin de les anéantir.
Naissance présumée de Moïse. Fils d’Amram, de la tribu de Lévi, et de Jochebeb. Frère de Myriam et d’Aaron, Moïse naît dans la période d’esclavage des Hébreux.
vers -1450 à -1410Moïse retourne en Égypte et négocie avec Pharaon la sortie d’Égypte des Hébreux. Après les dix plaies, Pharaon laisse les Hébreux partir et l’exode du peuple d’Israël commence. Après avoir traversé la mer Rouge, fait la guerre à Amalek, l’ennemi héréditaire d’Israël, les enfants d'Israël s'installent au pied du Mont Sinaï. 
Don de la Torah suivi de la faute du veau d'or. Construction puis inauguration du Tabernacle.
Tentative de coup d’État opérée par Coré. 
L'épisode des douze explorateurs (Nb 13) et sa conséquence : mort des Enfants d’Israël qui ont participé à la faute des explorateurs, qui donc ne rentreront pas en terre de Canaan. Seuls survivent, Moïse, Aaron, Myriam, Josué et Caleb.
 Mort d'Aaron et de Myriam.
vers -1410 à -1380Mort de Moïse et conquête de Canaan par Josué. Les Enfants d’Israël s’organisent du point de vue territorial, administratif et cultuel sous la direction de Josué et jusqu’à sa mort, aux alentours de -1380. Canaan est partagé de sorte que chaque tribu ait son territoire.
vers -1380 à -1030Période de la judicature où Israël est dirigé par des Juges :
- Othoniel
- Ehud
- Samgar
- Debora
- Gédéon
- Thola
- Jaïr
- Jephté
- Ibtsan
- Élon
- Abdon
- Samson
- Éli
- Samuel

vers -1030 à -1010Règne de Saül et ses guerres. Onction de David par Samuel. Ascension de David marquée par la jalousie que lui voue Saül.
vers -1010 à -1003Mort du prophète Samuel. Persécution de la famille de David par Saül. Mort de Saül et début de guerre civile. Premier schisme politique de l’histoire d’Israël. Ishboshet, dernier fils de Saül règne sur Israël alors que David règne sur Juda.
vers -1003 à -970Règne de David, marqué par l'élargissement des frontières d’Israël et la centralisation de l’état autour de la capitale Jérusalem où se trouve l’administration du Royaume. Le règne de David est également marqué par l'histoire de Bethsabée, la révolte d'Absalon, fils de David, finalement tué par Yoav, chef de l’armée de David.
vers -970 à -931Adonya, frère de Salomon se proclame roi, du vivant de son père. Le peuple s’apprête à le suivre mais, après l’intervention du prophète Nathan et de Bethsabée, David fait oindre publiquement Salomon et montre ainsi son héritier. Mort de David et début du règne de Salomon. 
Salomon fait exécuter son frère Adonya et Yoav, assassin d’Abner et d’Absalon. Durant son règne, Salomon met en place les villes fortifiées, maintient les liens diplomatiques avec la Phénicie et en crée de nouveau avec l’Égypte, les Hittites et les Babyloniens. Ces relations profitent à l’économie du royaume. Israël développe une flotte importante et devient la plaque tournante du Moyen-Orient. Construction des palais de Salomon et du premier Temple de Jérusalem. 
Augmentation des impôts et institution de la corvée obligatoire qui oblige les hommes à faire des périodes de services pour l’État un mois sur trois. Baisse de popularité de Salomon et fin de son règne.
Vers - 931Les nombreuses femmes et concubines de Salomon importent en Israël les dieux étrangers. L’idolâtrie pénètre en force en Israël. Jéroboam critique les disparités sociales du fait de la politique royale et est révoqué. En fuite, il rencontre Achija qui l’investit roi. Condamnation à mort de Jéroboam par Salomon. Mort de Salomon, son fils Roboam lui succède.
 Comme tous les rois de l'époque, il devait pour pouvoir régner obtenir l'allégeance des tribus d'Israël. Il entreprit donc un voyage à Sichem (l'actuelle Naplouse) afin de recueillir celle-ci auprès des chefs de tribu réunis. Mais ces derniers, sous la conduite de Jéroboam, en profitèrent pour lui présenter leurs doléances : ils demandaient des impôts moins lourds et l'abolition des corvées qui avaient été instituées afin de participer à l'embellissement du royaume sous le règne de Salomon. Au lieu de suivre les conseils des anciens conseillers de son père, Roboam préfère suivre ceux de ses propres conseillers, ambitieux et sans sens politique. Il refuse donc brutalement d'accéder aux demandes des tribus et le leur fait savoir sans aucune diplomatie. Jéroboam et les tribus du Nord ne prêtent donc pas allégeance à Roboam et se constituent en un royaume distinct, le royaume d'Israël.
De retour à Jérusalem, Roboam constate que seules deux tribus lui sont restées fidèles : celle de Benjamin et celle de Juda qui forment le royaume de Juda qu'il gouverne.
| vers - 931 à - 910Règne de Jéroboam sur le royaume d’Israël. La ville de Sichem est choisie comme capitale. Réforme religieuse. Jéroboam fait ériger à Dan et Béthel, les deux extrémités de son royaume, des « veaux d'or », qu'il fait mettre en place en tant que symboles de Dieu, enjoignant à la population de ne plus aller au culte à Jérusalem, mais plutôt d'apporter leurs offrandes aux sanctuaires qu'il venait d'ériger, renforçant ainsi l’indépendance politique du royaume d’Israël, qui n'est plus sous la tutelle de Jérusalem, du Temple et des prêtres. Politique suivie par presque tous les rois d’Israël. Son règne est une guerre continuelle avec la maison de Juda. vers - 910 à - 909Règne de Nadab sur le royaume d’Israël. vers - 909 à - 886Règne de Baasa sur le royaume d’Israël. vers - 886 à - 885Règne d’Ela, fils de Bashaa sur le royaume d’Israël.. Il est assassiné par Zimri qui prend le pouvoir. Le général de l'armée, Omri soutient le peuple d'Israël révolté contre le Roi Zimri et le bat. Omri devient roi d’Israël, mais parallèlement, les troupes postées à l’est proclament le général Ibni roi. vers - 885 à - 874Règne d’Omri Guerre civile entre Omri et Ibni. Vers - 874 à - 852Règne d’Achab sur le royaume d’Israël. vers - 852 à - 851Règne d’Ochozias sur le royaume d’Israël. vers - 851 à - 842Règne de Joram sur le royaume d’Israël. vers - 842 à -814Règne de Jéhu sur le royaume d’Israël. vers -814 à - 804Règne de Joachaz sur le royaume d’Israël. vers -804 à -790Règne de Joas sur le royaume d’Israël. vers -790 à -750Règne de Jéroboam II sur le royaume d’Israël. vers -750 à -749Règne de Zacharie sur le royaume d’Israël. vers -749 à -749Règne de Shallum sur le royaume d’Israël. vers -749 à -738Règne de Ménahem sur le royaume d’Israël. vers -738 à -736Règne de Peqahya sur le royaume d’Israël. vers -736 à -732Règne de Pékah sur le royaume d’Israël. vers -732 à -722Règne de Osée, dernier roi du royaume d’Israël. |  | vers - 931 à - 913Règne de Roboam sur le royaume de Juda. Purification de la vie religieuse. Tentative d’invasion du nord en vue de mettre un terme à la sécession mais, sur les conseils de Shemayah, Roboam rebrousse chemin. Le pharaon Sheshonq 1er attaque Jérusalem durant la cinquième année du règne de Roboam et en pille le temple et le palais royal. Roboam accepte de devenir un vassal de Sheshonq et laisse à Sheshonq les trésors pillés comme tribut. vers - 913 à -911Règne d’Abijam sur le royaume de Juda. Attaque de Jéroboam sur le Royaume de Juda. Abia parvient à repousser les troupes de Jéroboam. vers - 911 à - 870Règne d’Asa sur le royaume de Juda. Il repousse une tentative d'invasion des Égyptiens soutenue par le chef Éthiopien Zérah et fait un grand butin. Sur les conseils d'Azarias, il poursuit la politique de purification de la vie religieuse engagée par Roboam et proscrit le culte des idoles. Vers - 870 à - 848Règne de Josaphat sur le royaume de Juda. Josaphat conclut une alliance politique avec le Royaume d’Israël grâce au mariage de la fille de Achab et Jézabel, Athalie, avec son fils Joram. Vers - 848 à - 842Règne de Joram sur le royaume de Juda. vers - 842Règne d’Ochozias sur le royaume de Juda. Influence de sa mère Athalie. Il introduit le culte de Baal et s’allie avec son oncle Joram, roi d'Israël, dans une expédition contre le roi araméen de Damas Hazaël mais bat en retraite. Il est tué par le nouveau roi d’Israël Jéhu vers - 842 à -835Règne d’Athalie sur le royaume de Juda. vers -835 à -802Règne de Joas sur le royaume de Juda. vers - 802 à -776Règne d’Amasias sur le royaume de Juda. vers -776 à -746Règne d’Ozias sur le royaume de Juda. vers - 746 à -742Règne de Jotham sur le royaume de Juda. vers - 742 à -726Règne d’Achaz sur le royaume de Juda. vers - 726 à -697Règne d’Ézéchias sur le royaume de Juda. vers - 697 à -642Règne de Manassé sur le royaume de Juda. vers - 642 à -640Règne d’Amon sur le royaume de Juda. vers - 640 à -609Règne de Josias sur le royaume de Juda. vers - 609 à -609Règne de Joachaz sur le royaume de Juda. Unanimité sur la date de son règne. Il règne seulement pendant trois mois vers - 609 à -598Règne de Joaqim sur le royaume de Juda. vers - 598 à -597Règne de Joachin sur le royaume de Juda. vers - 597 à -586Règne de Sédécias. Dernier roi de Juda, fils de Josias et d’Hamital. Il n'est plus que gouverneur de Jérusalem et vassal du roi de Babylone Nabuchodonosor II. Destruction du Temple. Fin du royaume de Juda 136 ans après le royaume d’Israël. |

## destruction du temple
aout - septembre -586Nabuchodonosor nomme Guedalia ben Ahikam (en) gouverneur de la province de Judée.
1er Tichréi – Septembre – Octobre -586Meurtre de Guedalia (en), exil de panique à la suite de ce meurtre.
vers - 581Prophétie de Jérémie.
vers - 572Prophétie d’Ezéchiel sur le retour à Jérusalem.
vers - 539 à - 536Cyrus règne sur la Chaldée et sur les provinces qui lui sont rattachées. Il autorise les Juifs à retourner à Jérusalem et d’y rebâtir le Temple. Environ 49 000 Olim, avec à leur tête, Josué le Cohen et Zorobabel, arrive en Judée. Ils s’installeront principalement sur l’ancien territoire du Royaume de Juda. Pose de la première pierre pour la reconstruction du Temple.
Vers -536 à -520L’hostilité des Juifs restés sur place pendant l’exil et le souhait des Samaritains à participer à la construction du temple bloquent les travaux pendant seize ans.
Vers - 520 à - 516Prophétie de Haggaï et de Zacharie favorisant la reprise des travaux du Temple. Inauguration du Temple. Suivant le modèle du Temple de Salomon, les objets de culte y sont restitués, excepté l’Arche de l’alliance, disparu, emportée par les Babyloniens. À sa place, l’Even Hashtia le remplace dans le Saint des Saints.
Vers - 480 à - 455 ou -368 à - 354Histoire d'Esther.
Vers - 458 à -425Ezra monte à Jerusalem avec un groupe important de Juifs de Babylonie. Néhémie est nommé gouverneur de Judée. Il nomme son frère Hanani gouverneur civil de Jérusalem et Hananya, gouverneur militaire. Avec Ezra et Néhémie s’achève l’époque Biblique de l’histoire des Juifs et ils marquent le passage vers l’époque de l’étude, l’ère des pharisiens, où le message divin ne passe désormais plus par l’écoute de la parole du prophète vivant, mais par l’étude vivante des anciennes prophéties.